# امبوی (کوردوبا)
امبوی (کوردوبا) (به اسپانیایی: Amboy (Córdoba)) یک منطقهٔ مسکونی در آرژانتین است که در Calamuchita Department واقع شده‌است.

## خصوصیات
امبوی ۱۶۸ نفر جمعیت دارد و ۶۰۲ متر بالاتر از سطح دریا واقع شده‌است.